# Dipartimento di Momo
Il dipartimento di Momo è un dipartimento del Camerun nella Regione del Nordovest.

## Società

### Lingue e dialetti
Nel dipartimento di Momo la lingua ufficiale è l'inglese, ma circa 1.800 persone parlano lo njen.

## Comuni
Il dipartimento è suddiviso in 5 comuni:
- Batibo
- Mbengwi
- Ngie
- Njikwa
- Widikum-Menka